# Artena certior
Artena certior là một loài bướm đêm trong họ Erebidae.